# Capitão Carter
Capitão Carter é uma personagem fictícia do filme 007 O Espião que me Amava, décimo filme da franquia cinematográfica do agente britânico James Bond. Assim como todos os personagens da aventura, Carter, comandante de submarinos da Marinha dos Estados Unidos, foi criado apenas para o filme, que tem apenas o título em comum com a obra do mesmo nome de Ian Fleming.

## Características
Oficial da marinha norte-americana e comandante do USS Wayne, Carter é o típico personagem heróico despreocupado e informal. Ansioso para ajudar Bond e a espiã russa Anya Amasova, parceira de Bond na aventura, da maneira que puder, ele tem um papel fundamental comandando seus homens na retomada do navio-tanque Liparus, base marítima secreta, e na destruição da plataforma-moradia Atlantis, do vilão Karl Stromberg.

## Filme
Carter aparece pela primeira vez quando Bond e Anya são transportados de helicóptero até o USS Wayne no meio do oceano para continuar a investigação sobre o Liparus. Quando as duas belonaves se encontram na superfície em alto-mar, o enorme navio-tanque "engole" o submarino assim como tinha feito antes com o britânico HMS Ranger. Bond, Anya, Carter e toda a tripulação são rendidos pelos homens de Stromberg e colocados juntos ao comandante Talbot e sua tripulação britânica capturada no início do filme.
Bond e Carter conseguem contudo tomar o comando do navio após intensa luta entre os homens da marinha e os capangas do lunático vilão e o capitão usa o sistema de rastreamento do USS Wayne para alterar as trajetórias dos mísseis nuclares lançados por Stromberg  e fazê-los destruir os próprios submarinos do vilão. Carter então recebe ordens de destruir imediatamente a Atlantis, a grande plataforma submarina que é o lar de Stromberg e para onde ele fugiu, e dá a Bond uma hora para tentar salvar Anya Amasova que é prisioneira nela. Passado este tempo, mesmo sem Bond dar notícias, ele dispara os torpedos que destroem e afundam a plataforma mas os dois espiões haviam conseguido escapar pouco antes.

## Ator
Shane Rimmer, ator canadense que faz o papel e era mais conhecido nos Estados Unidos e no Reino Unido como a voz que originalmente dubla o boneco "Scott Tracy" na série de televisão britânica de marionetes dos anos 60 Thunderbirds, também atua em pequenas pontas em mais dois filmes de 007, Com 007 Só Se Vive Duas Vezes (1967) e 007 - Os Diamantes São Eternos (1971).